# 松本直樹
松本 直樹（まつもと なおき、1993年10月17日 - ）は、香川県坂出市出身のプロ野球選手（捕手）。右投右打。東京ヤクルトスワローズ所属。

## 経歴

### プロ入り前
小学生の時、金山野球スポーツ少年団で野球を始める。香川大学教育学部附属坂出中学校では長尾健司監督の指導の下、放課後の練習時間が1時間弱という環境の中、四国大会準優勝を達成した。
丸亀高時代は3年夏の全国高等学校野球選手権香川大会決勝戦で松本竜也擁する英明高に完封負け。立教大学に一般入試で進み、硬式野球部ではリーグ戦通算13試合に出場（フル出場は3試合）したが、無安打に終わった。
社会人の西濃運輸では1年目から正捕手の座を掴むなど急成長を遂げ、都市対抗野球8強入りに貢献。大会中1度も盗塁を許さなかった。2017年ドラフト会議にて東京ヤクルトスワローズから7位指名を受け、11月17日に契約金3000万円、年俸900万円で入団に合意した（金額は推定）。背番号は32。

### ヤクルト時代
2018年は、開幕一軍こそ逃したものの、4月25日に井野卓に代わって一軍登録。同日の対阪神タイガース戦で9回表に守備についてプロ初出場を果たすと、4月29日の対読売ジャイアンツ戦では初の先発マスクで石川雅規とバッテリーを組んだ。しかし5月3日には登録抹消、その後も短期間での登録と抹消を繰り返し、シーズンでは6試合の出場にとどまった。
2019年は、8月24日に出場選手登録されると同日の阪神戦でプロ初安打を記録した。その後に正捕手の中村悠平が登録抹消されたことで、先発出場の機会を増やし、9月22日の巨人戦ではプロ初本塁打を放った。シーズンで33試合に出場し、打率は.212に終わったが、盗塁阻止率は.545と強肩を見せた。
2020年は、6試合の出場に終わった。
2021年は、7月2日に中村が特例2021の対象者となり登録抹消されたことにともない、代替指名選手として一軍に昇格したが、出場機会がないまま7月6日に登録抹消となった。最終的に一軍での試合出場はなかったが、二軍では一塁手もこなしながら60試合に出場し、打率.322、4本塁打、30打点の好成績を残した。
2022年は、10試合と僅かな起用だったが2本塁打を記録した。
2024年は、同姓の松本健吾が入団しスコアボードなどでは「松本直」の表記が使われる。内山壮真、古賀優大などが故障で出場試合を大きく減らす中、第二捕手として中村に次ぐ60試合に出場し、チームの捕手では唯一となる本塁打を放った。

## 選手としての特徴・人物
高い守備力を誇る捕手。遠投120mの強肩に加え、スローイングの精度も高く、二塁到達タイムは1秒8前後を記録している。
明るい性格で研究熱心な一面も持つ。
大学2年春にイップスに陥るなど上手くいかないことが多く、一時は「野球を辞めたい」と考えたこともあったという。
両親はともに小学校教員。小学2年時に自身が通う坂出市立金山小学校に父親が異動することになり、卒業するまで学校でも顔を合わせていた。
ヤクルト入団後の入寮時には趣味としている将棋盤と駒を持参した。

## 詳細情報

### 年度別打撃成績
| 年 度     | 球 団     | 試 合 | 打 席 | 打 数 | 得 点 | 安 打 | 二 塁 打 | 三 塁 打 | 本 塁 打 | 塁 打 | 打 点 | 盗 塁 | 盗 塁 死 | 犠 打 | 犠 飛 | 四 球 | 敬 遠 | 死 球 | 三 振 | 併 殺 打 | 打 率 | 出 塁 率 | 長 打 率 | O P S |
| --------- | --------- | ----- | ----- | ----- | ----- | ----- | -------- | -------- | -------- | ----- | ----- | ----- | -------- | ----- | ----- | ----- | ----- | ----- | ----- | -------- | ----- | -------- | -------- | ----- |
| 2018      | ヤクルト  | 6     | 5     | 5     | 1     | 0     | 0        | 0        | 0        | 0     | 0     | 0     | 0        | 0     | 0     | 0     | 0     | 0     | 2     | 0        | .000  | .000     | .000     | .000  |
| 2019      | ヤクルト  | 33    | 73    | 66    | 5     | 14    | 1        | 0        | 1        | 18    | 4     | 0     | 0        | 3     | 0     | 3     | 0     | 1     | 9     | 2        | .212  | .257     | .273     | .530  |
| 2020      | ヤクルト  | 6     | 14    | 13    | 0     | 3     | 0        | 0        | 0        | 3     | 0     | 0     | 0        | 0     | 0     | 1     | 0     | 0     | 3     | 0        | .231  | .286     | .231     | .516  |
| 2022      | ヤクルト  | 10    | 20    | 20    | 3     | 4     | 0        | 0        | 2        | 10    | 5     | 0     | 0        | 0     | 0     | 0     | 0     | 0     | 1     | 2        | .200  | .200     | .500     | .700  |
| 2023      | ヤクルト  | 3     | 6     | 6     | 0     | 0     | 0        | 0        | 0        | 0     | 0     | 0     | 0        | 0     | 0     | 0     | 0     | 0     | 0     | 1        | .000  | .000     | .000     | .000  |
| 2024      | ヤクルト  | 60    | 142   | 134   | 5     | 36    | 7        | 0        | 1        | 46    | 11    | 1     | 0        | 3     | 1     | 4     | 0     | 0     | 18    | 3        | .269  | .288     | .343     | .631  |
| 通算：6年 | 通算：6年 | 118   | 260   | 244   | 14    | 57    | 8        | 0        | 4        | 77    | 20    | 1     | 0        | 6     | 1     | 8     | 0     | 1     | 33    | 8        | .234  | .260     | .316     | .576  |

- 2024年度シーズン終了時

### 年度別守備成績
| 年 度 | 球 団    | 捕手  | 捕手  | 捕手  | 捕手  | 捕手  | 捕手     | 捕手  | 捕手     | 捕手     | 捕手     | 捕手     |
| 年 度 | 球 団    | 試 合 | 刺 殺 | 補 殺 | 失 策 | 併 殺 | 守 備 率 | 捕 逸 | 企 図 数 | 許 盗 塁 | 盗 塁 刺 | 阻 止 率 |
| ----- | -------- | ----- | ----- | ----- | ----- | ----- | -------- | ----- | -------- | -------- | -------- | -------- |
| 2018  | ヤクルト | 5     | 21    | 1     | 0     | 0     | 1.000    | 0     | 2        | 1        | 1        | .500     |
| 2019  | ヤクルト | 29    | 158   | 12    | 0     | 0     | 1.000    | 0     | 11       | 5        | 6        | .545     |
| 2020  | ヤクルト | 6     | 29    | 1     | 0     | 0     | 1.000    | 1     | 3        | 3        | 0        | .000     |
| 2022  | ヤクルト | 10    | 44    | 1     | 0     | 0     | 1.000    | 0     | 4        | 4        | 0        | .000     |
| 2023  | ヤクルト | 2     | 12    | 0     | 0     | 0     | 1.000    | 0     | 0        | 0        | 0        | ----     |
| 2024  | ヤクルト | 55    | 243   | 31    | 1     | 3     | .996     | 2     | 29       | 15       | 14       | .483     |
| 通算  | 通算     | 107   | 507   | 46    | 1     | 3     | .998     | 3     | 49       | 28       | 21       | .429     |

- 2024年度シーズン終了時[注 1]

### 記録

#### 初記録
- 初出場：2018年4月25日、対阪神タイガース4回戦（松山中央公園野球場）、9回表に捕手で出場
- 初先発出場：2018年4月29日、対読売ジャイアンツ5回戦（東京ドーム）、「8番・捕手」で先発出場
- 初打席：同上、2回表に田口麗斗から三邪飛
- 初安打：2019年8月24日、対阪神タイガース19回戦（明治神宮野球場）、6回裏に能見篤史から中前安打
- 初打点：2019年9月6日、対読売ジャイアンツ21回戦（明治神宮野球場）、8回裏に田口麗斗から投前犠打野選
- 初本塁打：2019年9月22日、対読売ジャイアンツ23回戦（明治神宮野球場）、7回裏に鍵谷陽平から右越2ラン

### 背番号
- 32（2018年[7] - ）

### 登場曲
- 「光芒」B'z（2019年 - ）